# مولیانو ونتو
مولیانو ونتو (به ایتالیایی: Mogliano Veneto) یک کومونه در ایتالیا است که در استان ترویزو واقع شده‌است.

## خصوصیات
مولیانو ونتو ۴۶٫۱۵ کیلومترمربع مساحت و ۲۸٬۰۸۲ نفر جمعیت دارد و ۸ متر بالاتر از سطح دریا واقع شده‌است.

## خواهرخوانده
شهرهای Ricadi، Mogliano، موستار و لیزیو خواهرخوانده‌های مولیانو ونتو هستند.